# KTUU-TV
El Canal 2 de Anchorage (cuyo identificativo es KTUU-TV) es una emisora de televisión abierta estadounidense propiedad de Gray Media. Se encuentra afiliada a las cadenas de televisión NBC y CBS. Su área de cobertura abarca la ciudad de Anchorage, Alaska, y su sede está ubicada en East 40th Avenue en la zona central de esta misma ciudad. Posee su antena transmisora en la localidad de Knik.